# Чорний кіт (фільм, 1934)
«Чорний кіт» (англ. The Black Cat, 1934) — класичний фільм жахів студії Universal. Перший із восьми фільмів, головні ролі в яких виконують «маестро жаху» Борис Карлофф та Бела Лугоші.

## Сюжет
Пітер (Девід Маннерс) і Джоан (Джулі Бішоп) Еллісони вирушають у весільну подорож Угорщиною. Ідилія триває доти, доки в купе молодят не підселяють психіатра Вітуса Вердегаста (Бела Лугоші). Після автомобільної аварії всі троє опиняються у футуристичному особняку Марамуреш архітектора-модерніста Х'яльмара Пельцига (Борис Карлофф).
Вердегаст, який дуже боїться котів, намагається розвідати долю своєї дружини і дочки: вони залишилися під опікою Пельцига після того, як Вердергаст потрапив у полон до росіян під час Першої світової війни. Пельциг стверджує, що вони мертві. Він показує гостю тіло його дружини у підземному скляному сховищі, де зібрано цілу колекцію сплячих (або померлих) жінок.
Пельциг виявляється керівником сатанинського культу, якому має бути принесено в жертву і Джоан. Вердегаст та його слуга Тамаль рятують молоду дівчину. Коли Вердегаст дізнається, що Пельциг має намір зробити те саме з його донькою, він нападає на Пельцига, і його випадково застрелює Пітер Еллісон. Вердегаст дозволяє парі залишити віллу, після чого підриває себе, Пельцига та зловісну лабораторію.

## В ролях
- Борис Карлофф — Х'ялмар Пельциг
- Бела Лугоші — доктор Вітус Вердегаст
- Девід Маннерс — Пітер Елісон
- Джулі Бішоп — Джоан Елісон
- Гаррі Кордінг[en] — Тамал

## Робота над фільмом
«Чорний кіт» — один із перших фільмів із безперервним музичним супроводом. Його назва відсилає до оповідання Едгара По «Чорний кіт», хоча сюжети цих творів по суті не перетинаються. Німецький режисер Едгар Ульмер витримав кінострічку в стилі, похідному від німецького експресіонізму початку 1920-х років. Головний герой отримав ім'я архітектора Ганса Пельціга, з яким Ульмер (за його власними запевненнями) працював над декораціями фільму " Голем " у 1920 році. При створенні образу окультиста за основу було прийнято знаменитого Алістера Кроулі .

## Відгуки та думки
- AllMovie: «На відміну від інших фільмів жахів того часу, які давали глядачам упевненість, що, вийшовши з кінотеатру, вони не зіткнуться з мумією чи перевертнем, „Чорний кіт“ — оповідь про чудовиськ у людській подобі. На одному з рівнів його можна вважати притчею про стан післявоєнної Європи»[2].
- Михайло Трофименков: «„Чорний кіт“ є однією величезною, страхітливою декорацією, яка цілком могла б привидітися самому По. Замок — образ свідомості не окремо взятого божевільного інженера, а цілого покоління, що увійшло в історію як „утрачене“. Ця свідомість деформована, спустошена війною, вже не людська»[3].